# Аквинк
Аквинк (Аквинкум или Ацинкум; лат. Aquincum) — древний город, который был расположен на северо-восточных границах Паннонии, провинции Римской империи. Руины города находятся на территории современной столицы Венгрии города Будапешта.
Изначально как кельтское поселение, Аквинк служил в качестве древнеримского военного лагеря, будучи частью оборонительной системы, охранявшей границы Рима. Около 41-54 гг. в город прибыл отряд конницы численностью 500 человек, а уже к 89 году здесь был размещен римский легион численностью в 6000 человек. Постепенно из крепости вырос город, и после реорганизации Паннонии римлянами в 106 году стал столицей Нижней Паннонии. К концу II века город населяло около 30-40 тыс. жителей, город занимал значительную часть территории современного района Будапешта Обуда.
Эвакуация Аквинкума датируется последними десятилетиями IV в.
Люди, проживавшие в поселении, пользовались достижениями империи, такими как центральное отопление в домах и общественные бани, в городе строили дворцы и амфитеатры общественного назначения.
В Аквинке сохранилось два амфитеатра: большой Военный амфитеатр (Амфитеатр легионеров, располагается в нескольких километрах к югу от основной части Аквинка) и малый Гражданский амфитеатр.
Руины древнего римского поселения можно найти и в других частях Будапешта, например, в Пеште расположены остатки Контр Аквинк.
В 2002 году Аквинк вместе с Будайской крепостью и проспектом Андраши включён в Список Всемирного наследия ЮНЕСКО.